# اچ‌ام‌اس جیسون (۱۷۶۳)
اچ‌ام‌اس جیسون (۱۷۶۳) (به انگلیسی: HMS Jason (1763)) یک کشتی بود که طول آن ۱۲۷ فوت ۴ اینچ (۳۸٫۸۱ متر) بود. این کشتی در سال ۱۷۶۳ ساخته شد.